# Esa Keskinen
Esa Keskinen, född 3 februari 1965, finländsk ishockeyspelare. Esa Keskinen blev svensk mästare med HV71 säsongen 1994/1995 och världsmästare i ishockey med Finland vid världsmästerskapet 1995 i Sverige. Säsongen 1995/1996 spelade Esa Keskinen framgångsrikt tillsammans med Kai Nurminen i HV71.

### Fotnoter
1. ↑  Peter Gustafsson (29 maj 2011). ”Bergman blev "Kung Sune" med hela Jönköping” (på svenska). Jnytt. Arkiverad från originalet den 30 augusti 2017. https://web.archive.org/web/20170830234332/https://www.jnytt.se/article/bergman-blev-kung-sune-med-hela-jonkoping/. Läst 30 augusti 2017.